# Taunton Deane
Taunton Deane is een plaats in het graafschap Somerset, district Somerset West and Taunton en telt 102.299 inwoners. De oppervlakte bedraagt 462 km².
Van de bevolking is 19,2% ouder dan 65 jaar. De werkloosheid bedraagt 2,4% van de beroepsbevolking (cijfers volkstelling 2001).

## Plaatsen in Taunton Deane
- Taunton
- Wellington